# لوکا فیوردیانی
لوکا فیوردیانی (انگلیسی: Luca Fiordiani؛ زادهٔ ۱۰ ژوئن ۱۹۹۲) بازیکن فوتبال اهل ایتالیا است.
از باشگاه‌هایی که در آن بازی کرده‌است می‌توان به باشگاه فوتبال پروجا و باشگاه فوتبال پارما اشاره کرد.